# Tokijský maraton

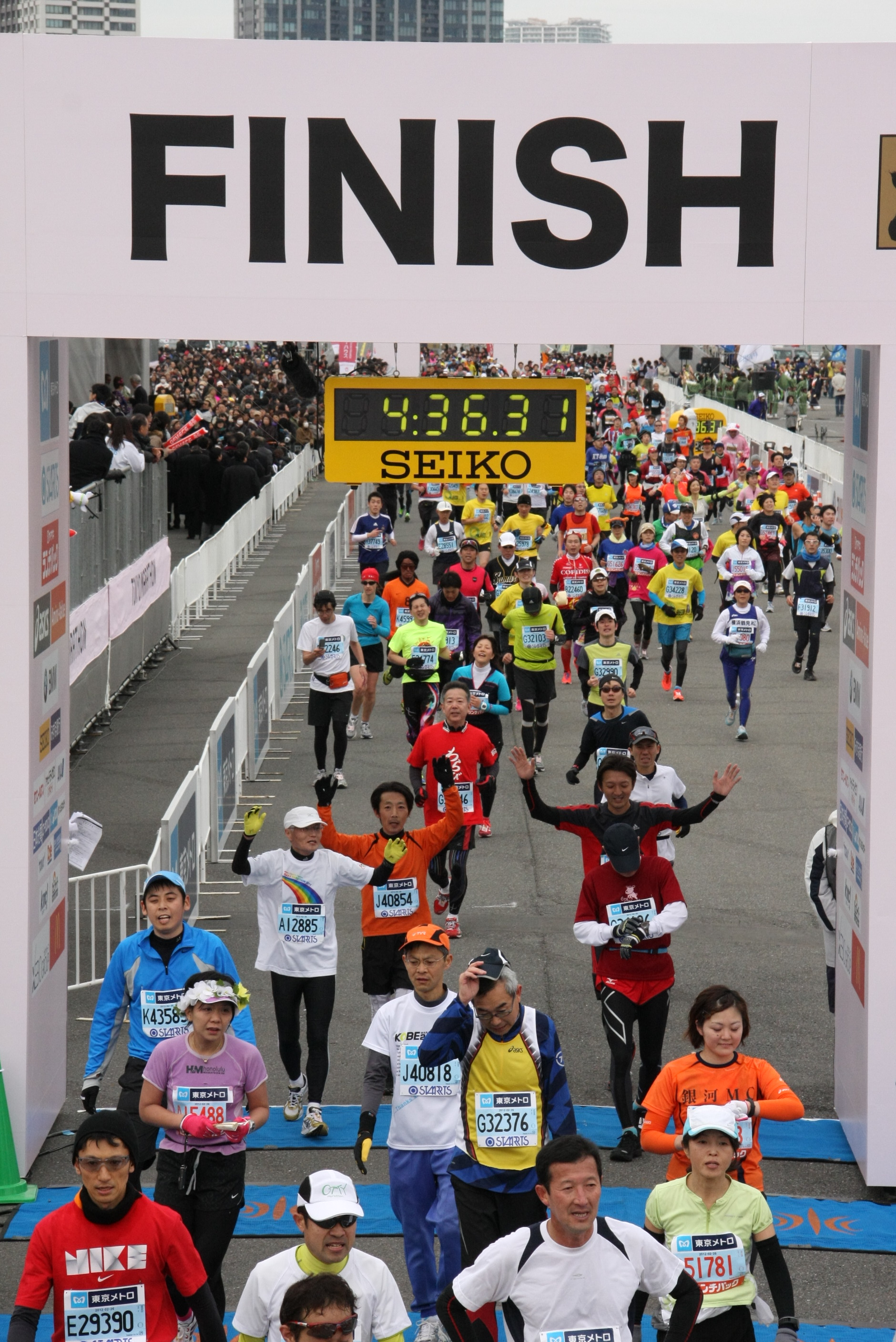
Cíl závodu v roce 2012

Tokijský maraton se koná každoročně v Tokiu, hlavním městě Japonska. Je jedním ze šesti závodů, které patří do World Marathon Majors (spolu s maratony v Bostonu, Chicagu, New Yorku, Londýně a Berlíně).
První maraton v Tokiu se konal 18. února 2007.

## Rekordy
- Muži: 2:02:40 (Eliud Kipchoge, 2021)
- Ženy: 2:16:02 (Brigid Kosgei, 2021)